# C27H42O
化学式C27H42O（摩尔质量：382.62 g/mol）可指：
- 7-脱氢链甾醇，CAS号：1715-86-2
- 酵母甾酮，CAS号：27192-37-6

|  | 这个同类索引页列出了具有相同分子式的化学物（即同分異構體）条目。 除非您是有意链接至本页，否则应将相应条目的内部链接指向正确的条目。 |